# Conceição da Aparecida
Conceição da Aparecida é um município brasileiro do estado de Minas Gerais.

## História
Conceição da Aparecida teve o inicio de sua história com a chegada de três escravos fugitivos que foram habitar a região; chegando descobriram vestígios de ouro e eles voltaram ao seu senhor com a noticia, pedindo em troca, o perdão pela falta que cometeram ao fugir. O senhor se estabeleceu na região, mas observando que o garimpo não correspondia com a quantidade pretendida, abandonou-o voltando a seu lugar de origem.
Em 1812, José Alves Ferreira comprou o direito de posse e trouxe toda sua família, dando início na fazenda que recebeu o nome de Fazenda da Povoação a pequena comunidade. Com a chegada de outros moradores que adquiriram também seus direitos de posse, concluíram que seria possível a formação de uma cidade, a qual se iniciou com doações de terrenos para Igreja (paróquia) que faria a administração, pois, se necessitava de uma liderança. Cachoeira do Espírito Santo foi o nome dado ao povoado devido à existência de uma cachoeira no córrego Espírito Santo (Marreca) que passa pelo território.
Em 1871, passou a denominar-se Conceição da Aparecida em virtude de uma promessa feita por um dos doadores dos terrenos a Nossa Senhora da Aparecida.
Em 22 de julho de 1872 partiu da fazenda do Macuco uma procissão com o andor de Nossa Senhora da Conceição, cuja imagem vinda de Portugal, sob a encomenda do Barão do Carmo, se entronizava na Capela do arraial, quando foi celebrada a Primeira Missa pelo padre Jones Nery de Toledo Lion, vigário de Carmo do Rio Claro.
A 6 de dezembro de 1879 a Capela de Nossa Senhora da Conceição da Aparecida se eleva a categoria de Freguesia. Após três anos, em 1 de agosto de 1882 é a elevação da antiga capela à Paróquia pela provisão dada e passada na Câmara Episcopal de São Paulo, cumprindo a Lei nº. 2.544 de 6 de dezembro de 1879, da Assembleia Legislativa da Província de Minas Gerais. É a mesma Lei que a elevou a Freguesia.
Conta-se que o codinome Barro Preto se originou quando um Padre, vindo de São Joaquim da Serra Negra, sofreu uma queda de seu cavalo, sujando de um barro muito escuro e, os moradores da localidade ao saberem do fato, passaram a chamá-la de Barro Preto.
Mas a realidade do codinome é a de que: tropeiros que transportavam e comercializavam mercadorias vindas a vapor pelo Rio Sapucaí e aportavam no chamado Porto Carrito, próximo a Carmo do Rio Claro e estes quando a caminho da Estação Ferroviária de Movimento – entre Alterosa e Areado – tinham como referência de encontros, geralmente para pernoitarem numa hospedaria no local conhecido por Barro Preto, devido a cor escura de um barro num lamaçal que predominava nas proximidades do ribeirão Jacutinga.
Tornando cidade, inicia-se a luta para sua emancipação, quando em 19 de abril de 1934, registra-se a chegada do Padre José Antonio Pannuci, um dos principais líderes e coordenador do movimento emancipacionista. Por duas vezes a emancipação não foi reconhecida, devido à resistência carmelitana. Mas com a persistência do povo aparecidense, a luta continuou até 11 de dezembro de 1943, o Interventor de Minas Gerais, Dr. Benedito Valadares Ribeiro, assina o Decreto de Emancipação.
Aos 17 dias do mesmo mês foi aclamado o nome do Sr. João Barbosa Sobrinho, para primeiro Prefeito do município.
Aos 31 dias do mês de dezembro de 1943, foi criado o município pelo Decreto Lei nº. 1058.
No dia 1 de janeiro de 1944 foi instalado oficialmente o município de Conceição da Aparecida.

## Geografia
De acordo com o censo realizado pelo IBGE em 2010, sua população naquele ano era de 9 814 habitantes. Estando a 856 metros de altura em relação ao nível do mar, a área do município é de cerca de 352 quilômetros quadrados.

## Economia
Baixa atividade comercial, tendo ainda como principal atividade econômica a agricultura, visando principalmente o cultivo do café.
A principal fonte de renda da população é a cafeicultura, atraindo trabalhadores de várias regiões do pais durante a colheita do café. A cidade também possui uma boa estrutura para o ramo cafeicultor, com instalação de vários armazéns de estocagem de café, além de um núcleo avançado da Cooxupé.
Há pouco mais de uma década o município passou a produzir tomates em um grande número de hectares. 
Conceição da Aparecida tem também, uma pequena industria de artesanato e tecelagem, tendo inclusive, organizada pela Associação dos Artesãos do Barro Preto “Mãos de Barro”, uma tradicional feira local sobre o assunto.

## Turismo
O município possui atrativos voltados ao Turismo Rural como cachoeiras e  fabricas de Doces Caseiros. Encontra-se no município um dos principais hotéis-fazenda da região, um dos principais eventos comemorados na cidade são as tradicionais Festa do Lar São Vicente de Paulo, realizada em Junho, Festa de Nossa Senhora Aparecida, em outubro, atraindo turistas da região.